# イラク・ムスリム・ウラマー協会
イラク・ムスリム・ウラマー協会(هيئة علماء المسلمين في العراق Hayˀa ˁUlamā al-Muslimīn fī al-ʿIrāq)は、イラクのスンナ派宗教指導者の連合体で、イラク戦争後のイラクにおけるスンナ派の事実上の最高権威機関である。イラク・ムスリム・ウラマー機構とも訳される。
主にウラマーの語をどう訳すかという問題から、Association of Muslim Clerics、Association of Muslim Scholarsなど様々に英訳され、日本語訳もイスラム聖職者協会、イスラム宗教者委員会、イスラム法学者協会などと訳され定訳は存在しない。ただし、イスラム学者によればウラマーは厳密には聖職者ではないと主張されることもあり（実態は聖職者であるためあくまで形式論の話ではあるが）、ウラマーの範疇とイスラム法学者（ファキーフ）の範疇とは完全に一致しないなどの問題がここであげた日本語訳語にはある。
1953年に創設されたもののバアス党体制下ではほとんど勢力を持たなかったが、2003年4月のサッダーム・フセイン政権崩壊後にウラマーが続々と入会した結果、スンナ派の信徒を宗教的に指導する権威機関を目指して再建された。大アーヤトゥッラー・アリー・スィースターニーなどを頂点としてウラマーの組織だった指導、権威機関が確立しているシーア派の躍進に対して危機感をもった多くのスンナ派ウラマーを統合し、ムスリム同胞団やイスラム神秘主義教団を傘下に置くとされ、会員数はイラク全土でおよそ3000人とも6000人にのぼるともいう。
ムスリム・ウラマー協会は米国を中心とする有志連合によるイラクの占領統治に対し強く反対し、シャリーアの危機を訴えているが、イラク統治評議会に参加しているスンナ派イスラーム主義政党のイラク・イスラーム党を支持しており、行き過ぎた暴力行為に対しては非難する声明を発するなど、占領軍に対して武装闘争を行うグループとは一線を画す。2004年春にファルージャで始まった大規模な反連合国武装勢力の蜂起に際しては、イスラム党と連携してファルージャの地元勢力とアメリカ軍との間の停戦交渉をとりもった。
また、2004年4月にファルージャ近辺で外国人拘束事件が続発した事態に対し、日本政府などの要請を受け、「占領と無関係の民間人は釈放すべき」との宗教令を発し、テレビ等を通じて各武装勢力に呼びかけた。この呼びかけが幾人かの人質の解放に影響を与えたとみられ、イラク日本人人質事件の日本人人質3人もムスリム・ウラマー協会に引き渡す形で解放された。
ムスリム・ウラマー協会自身は政治組織、政党ではないが、ウラマーの職務としてイスラーム法に基づいた宗教的、政治的、社会的な責務を果たすことを目的としており、スンナ派の占領行政に対する抵抗が不安定要素となっている2004年のイラク情勢において存在感を示した。
主要な幹部には、事務局長のハーリス・ダーリー(حارث الضاري)、スポークスマン役のムハンマド・バッシャール・ファイディー(محمد بشار الفيضي)、日本人人質事件で交渉仲介者として活動したアブドゥッサラーム・クバイスィー(عبد السلام الكبيسي)などがいる。